# Indiai szürketokó
A indiai szürketokó (Ocyceros birostris) a madarak osztályába, a  szarvascsőrűmadár-alakúak (Bucerotiformes) rendjébe és a szarvascsőrűmadár-félék (Bucerotidae) családjába tartozó faj.

## Rendszerezése
A fajt Giovanni Antonio Scopoli osztrák természettudós írta le 1786-ban, a Buceros nembe Buceros birostris néven. Sorolták a Tockus nembe Tockus birostris néven is.

## Előfordulása
Banglades, India, Nepál és Pakisztán területén honos. Természetes élőhelyei a szubtrópusi és trópusi száraz erdők és szavannák, valamint szántóföldek és vidéki kertek. Állandó, nem vonuló faj.

## Megjelenése
Testhossza 50 centiméter, testtömege 238-340 gramm.
|  |

## Természetvédelmi helyzete
Az elterjedési területe rendkívül nagy, egyedszáma pedig stabil. A Természetvédelmi Világszövetség Vörös listáján nem fenyegetett fajként szerepel.